# Enskede-Årsta (kerület)

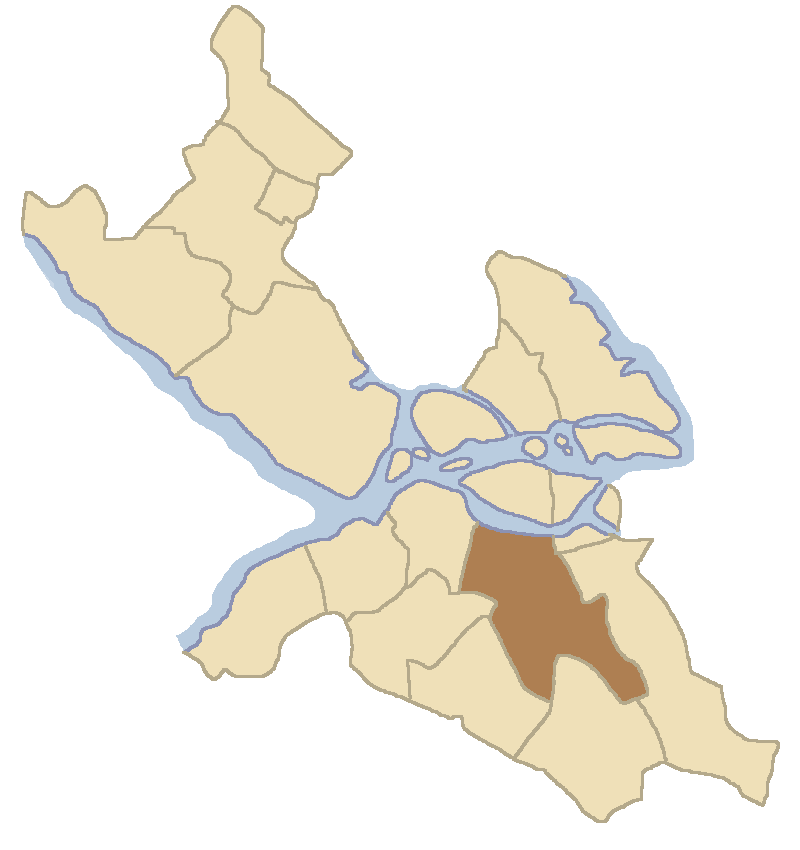
Enskede-Årsta elhelyezkedése Stockholmon belül

Enskede-Årsta Stockholm egyik déli kerülete volt 2006. december 31-éig, ezután összevonták Vantör-rel, létrehozva ezáltal Enskede-Årsta-Vantör kerületet.
Két nagyobb egysége Enskede (Enskede Gård, Enskedefältet valamint Gamla Enskede) és Årsta voltak, de Johanneshov, Stureby és Östberga városrészek is ide tartoztak.
2004-es adatok szerint területe 12,72 km², lakossága 46 072 fő, népsűrűsége 3 622,01fő/km² volt.